# (4077) Asuka
(4077) Asuka est un astéroïde de la ceinture principale.

## Description
(4077) Asuka est un astéroïde de la ceinture principale. Il fut découvert le 13 décembre 1982 à Kiso par Hiroki Kosai et Kiichiro Hurukawa nommé après la période d'Asuka.  Il présente une orbite caractérisée par un demi-grand axe de 3,02 UA, une excentricité de 0,09 et une inclinaison de 11,4° par rapport à l'écliptique.

## Compléments